# Inge Kauerauf
Inge Kauerauf (* 24. Juli 1939 in Bernburg (Saale)) ist eine deutsche Politikerin der SPD und war von 1994 bis 2002 Mitglied im Landtag von Sachsen-Anhalt.

## Leben und Beruf
Nach dem Besuch der EOS machte Kauerauf eine Lehre als Drogistin. Anschließend studierte sie Physik und Chemie und arbeitete von 1963 bis 1990 als Fachlehrerin für Biologie und Chemie in Wittenberg und Zahna.
Kaueraufs Ehemann Dieter Kauerauf ist 2018 gestorben. Aus der Ehe gingen drei Kinder hervor.

## Partei
Im März 1990 war sie Gründungsmitglied der SPD in Zahna.

## Politische Mandate
Von 1990 bis 1994 war Kauerauf Mitglied der Stadtverordnetenversammlung und Bürgermeisterin der Stadt Zahna.
Sie war ab der 2. Wahlperiode Abgeordnete im Landtag von Sachsen-Anhalt und trat zur Landtagswahl 2002 nicht erneut an.
Kauerauf vertrat den Wahlkreis Jessen und war Mitglied im Ausschuss für Bildung und Wissenschaft und im Ausschuss für Inneres.

## Quelle
- Landtag von Sachsen-Anhalt 3. Wahlperiode 1998-2002 Neue Darmstädter Verlagsanstalt.
- Landtag von Sachsen-Anhalt 2. Wahlperiode 1994-1998 Neue Darmstädter Verlagsanstalt.

| Personendaten    | Personendaten                   |
| ---------------- | ------------------------------- |
| NAME             | Kauerauf, Inge                  |
| KURZBESCHREIBUNG | deutsche Politikerin (SPD), MdL |
| GEBURTSDATUM     | 24. Juli 1939                   |
| GEBURTSORT       | Bernburg (Saale)                |